# یواس‌اس فانینگ (دی‌دی-۳۸۵)
یواس‌اس فانینگ (دی‌دی-۳۸۵) (به انگلیسی: USS Fanning (DD-385)) یک کشتی بود که طول آن ۱۰۴ متر (۳۴۱ فوت) بود. این کشتی در سال ۱۹۳۶ ساخته شد.یواس‌اس فانینگ (دی‌دی-۳۸۵) در ۸ام اکتبر سال ۱۳۳۷ اعزام شد.